# Pinheiro de Ázere
Pinheiro de Ázere é uma povoação portuguesa sede da Freguesia de Pinheiro de Ázere do Município de Santa Comba Dão, freguesia com 11,14 km² de área e 830 habitantes (censo de 2021), tendo, por isso, uma densidade populacional de 74,5 hab./km².
A origem do seu nome provém das suas características matas há já alguns séculos, que eram abundantemente vegetadas por pinheiros e azereiros, estes últimos infelizmente em extinção na freguesia. Uma árvore linda que deveria ser preservada, principalmente em localidades que lhe devem o nome.
Foi vila e sede de concelho entre 1514 e o início do século XIX, sendo este constituído apenas pela freguesia da sede e tendo, em 1801, 704 habitantes.
Nos anos de 1864 a 1890 pertencia ao concelho de S. João das Areias, que foi extinto por decreto de 07/09/1895 e transferiu esta freguesia para o concelho (atual município) de Santa Comba Dão.

## Demografia
A população registada nos censos foi:
| Distribuição da População por Grupos Etários | Distribuição da População por Grupos Etários | Distribuição da População por Grupos Etários | Distribuição da População por Grupos Etários | Distribuição da População por Grupos Etários |
| -------------------------------------------- | -------------------------------------------- | -------------------------------------------- | -------------------------------------------- | -------------------------------------------- |
| Ano                                          | 0-14 Anos                                    | 15-24 Anos                                   | 25-64 Anos                                   | > 65 Anos                                    |
| 2001                                         | 150                                          | 148                                          | 497                                          | 208                                          |
| 2011                                         | 116                                          | 94                                           | 477                                          | 250                                          |
| 2021                                         | 73                                           | 75                                           | 393                                          | 289                                          |

## Património
- Pelourinho de Pinheiro de Ázere
- Capela (ou Ermida) de Sr.ª da Conceição
- Capela (Santuário) de Nossa Sr.ª da Ribeira ou da Nossa Sr.ª do Pranto
- Capela (ou Ermida) de São Sebastião
- Capela Sr.º das Necessidades
- Ermida de Santo Inácio de Loiola
- Ermida de Santo António
- Coreto
- Igreja Matriz (de São Miguel Arcanjo)
- Fontes de Mergulho: do Adro, da Tareija, da Bica, Fonte Velha
- Praia Fluvial da Sr.ª da Ribeira
- Solar Veloso dos Reis
- Solar César Gomes dos Santos
- Solar (ou casa solarenga) dos Corte Real
- Casa do Capitão
- Vestígios Romanos
- Trecho da albufeira da Barragem da Aguieira

## Instituições de relevo social
- Centro de Bem-estar Social Prof. Oliveira e Costa
- Sociedade Filarmónica Lealdade Pinheirense